# Déportation

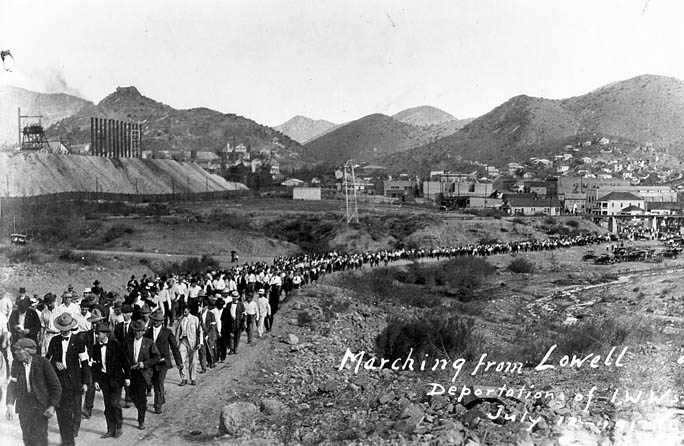
Déportation illégale (dite déportation de Bisbee) de mineurs et d'une partie de la population, expulsés par un groupe de « vigilants » armés à Bisbee, en Arizona, le 12 juillet 1917.

La déportation est l'action pour un pouvoir politique de contraindre une catégorie ou un groupe de personnes à quitter son habitat (territoire ou pays), soit pour l'obliger à s'installer autre part (déplacement forcé, regroupement forcé ou « purification ethnique »), soit pour le retenir dans des camps (travail forcé).
On a parlé de populicide, actuellement de génocide, lorsque la déportation n'a pas seulement pour objectif ou pour effet l'éviction d'une population d'un territoire, mais sa destruction physique et culturelle ; ainsi la Shoah avant et pendant la Seconde Guerre mondiale ou bien pendant l'esclavage.

## Histoire
La déportation collective et forcée de populations civiles vaincues ou rebelles contre leur domination est attestée dans l'Antiquité, comme le montrent la Bible avec l'exil à Babylone, les Commentaires sur la guerre des Gaules de Jules César, ou La Guerre des Juifs de Flavius Josèphe. Entre le Xe siècle av. J.-C. et le VIIIe siècle av. J.-C., on estime que 4,5 millions de personnes ont été déportées par le pouvoir assyrien, notamment vers la Haute-Mésopotamie.
Le bannissement, qui est une mesure individuelle, semble avoir été une peine fréquente dans différentes civilisations ou systèmes tribaux. La déportation politique, ou exil, en était la forme la plus arbitraire.
Dans l'Empire romain, le banni perdait les droits de cité et ses droits de famille. Après la conquête de la Gaule, Jules César fait déporter de nombreux Gaulois. Cette pratique fut souvent employée sous l'Empire romain (Suétone évoque 40 000 Sicambres déportés; déportation des Carpes, sous la Tétrarchie, etc.), parfois en association avec la constitution de troupes auxiliaires. Voir aussi lètes.
À la fin du VIIe siècle, l'empereur byzantin Justinien II fait déporter en Asie mineure un grand nombre de familles slaves capturées en Thrace (100 à 250 000 personnes selon les sources) et les installe en Bithynie.
Lors de la conquête de la Saxe (772–804), Charlemagne déporte massivement les rebelles saxons (ils sont dispersés en Gaule avec leurs femmes et leurs enfants) et les remplace par des Francs pour éviter de nouvelles révoltes.
En Russie, elle a été un temps substituée à la peine de mort (abolie en 1741, sauf de rares exceptions, sous le règne d'Élisabeth Ire), avant de devenir un moyen massif de peupler la Sibérie et l'Asie centrale à l'époque soviétique.
La déportation de bagnards a été utilisée par plusieurs pays pour peupler ses colonies lointaines. En particulier, l'Empire britannique eut comme lieu de destination Botany Bay (près de Sydney) où un premier convoi arriva en 1788 avec la First Fleet (« Première flotte »),.
En 1802 eut lieu la déportation de Guadeloupéens et Haïtiens en Corse.

## La déportation en droit français
La déportation forcée et collective d'un ensemble de population civile apparaît, sans que le mot soit utilisé, dans la loi française avec le décret en 14 articles de la Convention nationale du 1er août 1793 ordonnant dans son article VIII de séparer par la force la population des habitants de la Vendée en deux groupes, d'un côté les femmes, les enfants et les vieillards et de les conduire vers l'intérieur, de saisir les récoltes et les bestiaux, de tuer les hommes, et de brûler les maisons et les forêts.
En France, il existe sous l'Ancien Régime une peine individuelle de bannissement, c'est-à-dire d'obligation de quitter le territoire du ressort d'une juridiction (ban), mais cette peine n'est pas appelée du nom de « déportation ». Il existe depuis longtemps d'autre cas de lois obligeant à quitter le territoire du royaume, soit des étrangers, en particulier avec les ordonnances révoquant le privilège de séjour des juifs, soit des sujets du roi refusant de quitter la « religion prétendument réformée » avec la révocation de l'édit de Nantes.
En France, la déportation s'est substituée, sous l'Ancien Régime, à la peine de mort pour les crimes contre la sûreté de l'État[réf. nécessaire].
Lors de la Révolution de 1789, elle a été introduite dans le Code pénal du 25 septembre 1791. Elle ne figure plus dans le Code des délits et des peines du 3 brumaire An IV (23 octobre 1795) qui, dans son titre III, ne prévoit comme peines afflictives que la peine de mort et la réclusion.
La peine de déportation est prévue en 1810 par la promulgation du nouveau Code pénal à l'article 7, et elle sera appliquée aux révolutionnaires de 1848. Troisième peine « afflictive et infamante », souvent utilisée pour châtier les « délits politiques », la déportation arrivait en effet après la peine de mort et les travaux forcés à perpétuité, mais avant les travaux forcés à temps. Or, sous la Restauration et la monarchie de Juillet, l'État ne disposait de nul lieu prévu, outre-mer, pour la déportation. Cette peine était donc souvent commuée, de facto ou de jure, en détention (au Mont Saint-Michel ou à Doullens).
Mais l'abolition de la peine de mort pour les crimes politiques par la Constitution de 1848 conduisit les parlementaires à substituer celle-ci par la déportation, avec la loi du 8 juin 1850. Les îles Marquises furent le premier lieu utilisé, pour ceux condamnés par la Seconde République. Sous le Second Empire, d'autres furent déportés, mais en fonction de décrets et non de la loi de 1850.
La Troisième République déporta les Communards, ainsi que les Kabyles du Pacifique, en Nouvelle-Calédonie, tandis que les bagnes de Guyane étaient davantage utilisés. Une loi du 31 mars 1931 remplaça définitivement la Nouvelle-Calédonie comme lieu de déportation par la Guyane, l’île Royale étant choisie pour la déportation simple, et l’île du Diable pour la déportation en enceinte fortifiée — il ne restait alors, en Nouvelle-Calédonie, qu'un tirailleur sénégalais, qui fut transféré en Guyane.
La déportation a été définitivement supprimée du droit français lors de la présidence du général de Gaulle, par une ordonnance du 4 juin 1960.

## Exemples de déportations historiques
Même si le statut précis des faits (non exhaustifs) listés ici est sujet à discussions parmi les historiens et les juristes (les recherches et l'ouverture d'archives ne cessant d'apporter des éléments nouveaux, surtout depuis la mondialisation des moyens de communication), elles sont néanmoins perçues comme des « déportations historiques » par les descendants des survivants ou par les groupes qui s'en revendiquent culturellement :
- Déportation des Israélites du royaume d'Israël par les Assyriens ;
- Déportation des Juifs du royaume de Juda par les Babyloniens (exil à Babylone) ;
- Déportations de communautés vaincues (lètes) sous l'empire romain ;
- Déportation des Juifs de Judée par les Romains ;
- Déportation des Juifs d'Espagne en 1492 (décret de l'Alhambra) ;
- Déportations de communautés vaincues (mitimaes) sous l'empire inca ;
- Expulsion des Morisques d'Espagne (1609-1614) ;
- Expulsions répétées des Juifs d'Europe durant le Moyen Âge ;
- Expulsions répétées des Roms tout au long de leur migration de l'Inde vers l'Europe ;
- Déportation des Indiens de la moyenne vallée du Gange vers l'Afghanistan au XIe siècle par les Turcs ghaznévides ;
- Déportation dans l'Empire ottoman de diverses populations juives, chrétiennes ou musulmanes en fonction de la politique de la Sublime Porte ;
- Aux IXe et XIXe siècles, déportation de Noirs africains vers les états musulmans d'Afrique du Nord et du Moyen-Orient (Traite orientale) ;
- Aux XVIIe et XIXe siècles, déportation de Noirs africains vers des colonies européennes (Traite des noirs) ;
- Déportation des Acadiens par les Britanniques entre 1755 et 1763 ;
- Déportation des opposants politiques et des prêtres réfractaires en 1797, sous le Directoire, à Sinnamary et à Counanama en Guyane ;
- Avec l'Indian Removal Act le président Andrew Jackson ordonne la déportation des Nord-Amérindiens vers l'Ouest, en 1829-1837 ; d'autres déportations et déplacements de tribus amérindiennes dans des réserves indiennes furent organisées durant la conquête de l'ouest à la suite des guerres indiennes ;
- Déportation en 1836 des Aborigènes de Tasmanie survivants de la Black War à Flinders Island ;
- Déportation des Garifunas (Afro-Amérindiens) de l'île Saint-Vincent vers l'Amérique centrale ;
- Déportation en 1861 de 90 % des polynésiens de l'île de Pâques vers les îles Chincha (pour y extraire le guano) ;
- Déportation des communards, dirigeants de l'insurrection de Paris après la guerre franco-prussienne de 1870, en Nouvelle-Calédonie et en Guyane : environ 4 500 personnes furent alors condamnées à la déportation ;
- La déportation-extermination des Héréros par les Allemands, en 1904, considérée comme le premier génocide du XXe siècle ;
- Déportation des Abés de Côte d'Ivoire (du groupe ethnique des Akans) de 1910 à 1916, déclenchée par la révolte des Abés de 1910, vers les territoires d'Afrique-Équatoriale française : république du Congo, Centrafrique ;
- Déportation-extermination de 1,2 million d'Arméniens par l'Empire ottoman, en 1915-1916, considérée comme le deuxième génocide du XXe siècle (voir génocide arménien) ;
- Déportation de travailleurs belges[9] et français en 1916, dite « déportation civile » ou « déportation du travail » (en opposition à la « déportation politique ») ;
- Déportation après le traité de Lausanne en 1923 de plus de 1,5 million de chrétiens d'Anatolie vers les Balkans et de près de 460 000 musulmans des Balkans vers la Turquie ;
- Déportation après le traité de Versailles en 1919 de plus de 100 000 Alsaciens et Lorrains germanophones vers l'Allemagne, et de 1,5 million d'Allemands des anciens territoires allemands (re)devenus français, polonais, lituaniens, danois…
- La déportation de divers groupes de citoyens soviétiques vers le Goulag par la Tchéka-Guépéou-NKVD-KGB dans le demi-siècle 1918-1968[10], sous diverses accusations (« saboteurs », « contre-révolutionnaires », « dissimulation d'informations aux autorités », « collusion avec une puissance impérialiste étrangère », « koulaks », « prosélytisme religieux », « déviationnisme par rapport à la ligne du Parti »…) et pour différentes raisons (réticence face à la collectivisation et aux réquisitions, attachement à des traditions religieuses ou ethniques, mise en doute du bien-fondé des décisions des autorités…), notamment durant la « terreur rouge » et les « Grandes Purges » ;
- Déportation en Europe au XXe siècle des Juifs[11],[12], des Tsiganes, des résistants, des opposants politiques et des homosexuels par les nazis et leurs états-satellites (dont environ 160 000 personnes déportées depuis la France de Vichy) ;
  - Sur le massacre des Juifs dans les camps d'extermination, voir Shoah ;
  - Sur la déportation de peuples à la suite du pacte germano-soviétique, voir transferts de populations germano-soviétiques et Generalplan Ost ;
- Déportation par les nazis de plus de 8 millions de travailleurs civils européens (dont environ 600 000 Français), de 1942 à 1945, pour le travail forcé dans l'industrie de guerre allemande, accomplie notamment sous l'autorité du gauleiter Fritz Sauckel, le « négrier de l'Europe ». Admise en Belgique, et bien que le Parlement français ne se soit jamais prononcé définitivement sur la qualification à donner aux requis du Service du travail obligatoire (STO), la dénomination officielle de « déporté du travail » a été interdite aux associations de victimes du STO par la justice française (1992), au nom du risque de confusion entre la déportation vers la mort des résistants et des Juifs, et l'envoi au travail obligatoire ;
- Déportation des résistants alsaciens et mosellans (PRO) durant la Seconde Guerre mondiale, refusant « l’annexion de fait » des départements Alsace et Moselle et ses conséquences. Il concerne environ 9 250 Mosellans et 3 700 Alsaciens qui ont été déportés par familles entières dans des camps spéciaux du Grand Reich entre 1942 et 1945 ;
- Déportation collective de groupes ethniques soviétiques, proches des frontières annexées à la suite du pacte germano-soviétique (Caréliens, Baltes, Polonais, Roumains, Ruthènes…), ou encore accusées en bloc de collaboration avec l'envahisseur allemand (Allemands de la Volga en 1941, Karatchaïs et Kalmouks en 1943, Tchétchènes, Ingouches, Balkars et Tatars de Crimée en 1944) ;
- Déportation de Japonais, d'Américains nés au Japon et/ou ayant des ancêtres nippons aux États-Unis en dehors de la côte ouest vers des camps d'internement du Midwest pendant la Seconde Guerre mondiale.
- Déportation des habitants finlandais de la Carélie par les Soviétiques après la guerre d'Hiver en 1941 et la perte de la guerre de Continuation par la Finlande après 1944.
- Déportation des populations polonaises et non-russes ou non-ukrainiens des territoires annexés par l'Union soviétique à la suite des accords de Yalta et des accords de Potsdam en 1945 et 1946 ;
- Déportation d'environ 14 millions d'Allemands de Prusse, Poméranie, Silésie et de leurs territoires historiques de Pologne, de Tchécoslovaquie, Hongrie, Yougoslavie, Roumanie et des pays baltes entre 1944 et 1946 à la suite de la défaite allemande, avec plus de 600 000 morts ;
- Déportation des résidents des îles Bikini en 1946 pour faire place aux essais nucléaires des États-Unis ;
- Déportations et échanges forcés de population lors de la partition des Indes entre l'Inde et le Pakistan en 1949 ;
- Expulsions répétées d'une partie des populations arabes palestiniennes par les forces israéliennes et des populations juives des pays arabes pendant et à la suite des guerres et conflits israélo-arabes ;
- Expulsion de la grande majorité des citoyens turcs de culture grecque d'Istanbul en 1955 ;
- La déportation de divers groupes de citoyens chinois vers le Laogai par le ministère de la Sécurité publique, selon les « neuf catégories de nuisibles » (propriétaires fonciers, paysans « riches », « contre-révolutionnaires », « mauvais éléments », « droitiers », militaires et agents du Kuomintang, « agents ennemis capitalistes » et intellectuels) notamment pendant la « révolution culturelle » et le « Grand Bond en avant » ;
- Déportation des résidents des îles Diego Garcia en 1971 pour faire place à une base maritime des États-Unis ;
- Expulsion de la quasi-totalité des Chypriotes grecs de la partie nord de l'île lors de l'invasion turque de Chypre en 1974 ;
- Déportation de la quasi-totalité des citadins cambodgiens par l'Angkar vers les campagnes durant le régime Khmer rouge ;
- Déportation de 350 000 Marocains par l'Algérie (Marche Noire) ;
- Expulsions répétées des chrétiens irakiens et syriens et des yézidis du Djebel Sindjar dans le cadre des guerres civiles de Syrie et d'Irak à partir de 2011.

## Déportations coloniales
Déporter des individus dans une colonie est un cas particulier qui n’est ni complètement interne ni externe. Une telle déportation a eu lieu dans l'histoire. Par exemple, après 1717, la Grande-Bretagne a déporté environ 40 000 objecteurs religieux et criminels en Amérique avant la cessation de la pratique en 1776. Les criminels ont été vendus par des geôliers à des entrepreneurs maritimes, qui les ont ensuite vendus à des propriétaires de plantations. Le criminel a été contraint de travailler pour le propriétaire de la plantation pendant la durée de sa peine. La perte de l'Amérique en tant que colonie, l'Australie est devenue la destination des criminels déportés dans les colonies britanniques. Plus de 160 000 criminels ont été transportés en Australie entre 1787 et 1855.

## Déportation interne
La déportation peut également se produire dans un État, par exemple lorsqu'un individu ou un groupe de personnes est réinstallé de force dans une autre partie du pays. Ce fut par exemple le cas au Cambodge sous le régime sanguinaire des Khmers rouges, entre 1975 et 1979.
Si des groupes ethniques sont concernés, cela peut aussi être appelé transfert de population. La raison en est souvent que ces groupes pourraient assister l'ennemi dans une guerre ou une insurrection.